# Jonas Ingram
Jonas Howard Ingram (ur. 15 października 1887 w Jeffersonville w stanie Indiana, zm. 10 września 1952 w San Diego) – amerykański wojskowy, admirał United States Navy, uczestnik obu wojen światowych. Od listopada 1944 dowódca United States Atlantic Fleet, odznaczony Medalem Honoru za akcję podczas interwencji w Veracruz w 1914.

## Życiorys
Ukończył United States Naval Academy w 1907, w stopniu midszypmena. Podczas studiów był aktywnym sportowcem, członkiem uczelnianych drużyn: wioślarskiej, lekkoatletycznej i futbolowej. Jego pierwszym przydziałem był pancernik USS „Nebraska”. Od 1912 służył na pancerniku USS „Arkansas”. Podczas amerykańskiej interwencji w Veracruz, 22 kwietnia 1914 kierowany przez niego ogień artylerii pancernika przyczynił się do zdobycia miasta. Został za tę akcję odznaczony Medalem Honoru.
Podczas I wojny światowej służył między innymi jako adiutant admirała Hugh Rodmana. Pełnił to stanowisko również po objęciu przez tego ostatniego dowództwa United States Pacific Fleet w lipcu 1919. W 1921 objął funkcję szefa sztabu dowódcy 9. Dystryktu Morskiego. Trzy lata później, w stopniu komandora porucznika (Commander) objął dowodzenie niszczycielem USS „Stoddert”. Później pełnił obowiązki między innymi zastępcy dowódcy pancernika USS „Pennsylvania” oraz pracownika wydziału Public Relations w biurze Szefa Operacji Morskich w Waszyngtonie.
Po awansie do stopnia komandora (Captain) w czerwcu 1935, dowodził 6. Dywizjonem Niszczycieli, później, po okresie służby na lądzie, pancernikiem USS „Tennessee”. W styczniu 1941 został kontradmirałem (Rear Admiral), dowódcą 2. Eskadry Krążowników. W lutym następnego roku awansował do stopnia wiceadmirała (Vice Admiral). Dowodził TF.3, przemianowaną później na TF.23, następnie 4. Flotą oraz Siłami Południowego Atlantyku w składzie Floty Atlantyckiej z kwaterą w Recife w Brazylii. W listopadzie 1944, w stopniu pełnego admirała (Admiral) został dowódcą Floty Atlantyckiej. Odszedł w stan spoczynku w kwietniu 1947. Zmarł w pięć lat później i został pochowany na Narodowym Cmentarzu w Arlington.
Na jego cześć został nazwany niszczyciel USS „Jonas Ingram”.